# Cirkus v cirkuse
Cirkus v cirkuse (rusky Соло для слона с оркестром, v překladu Sólo pro slona s orchestrem) je československo-sovětský rodinný komediální film z roku 1975. Natočil jej režisér Oldřich Lipský podle námětu Miloše Macourka, s nímž spolupracoval i na scénáři, pod nímž byli podepsáni také Jakov Kosťukovskij a Moric Slobodskoj. Ve filmu účinkovala řada českých hereckých hvězd po boku sovětských artistů, v hlavních rolích Jevgenij Leonov, Jiří Sovák, Iva Janžurová, Alexandr Leňkov, Nataša Varlejová a Leonid Kuravljov. Za kamerou stál a na filmových tricích se podílel Jaroslav Kučera. Snímek z koprodukce Filmového studia Barrandov a Mosfilmu měl premiéru 13. února 1976.

## Děj
Na moskevské letiště se slétají z celého světa dvě skupiny lidí: odborná cirkusová porota a účastníci mezinárodní konference zoofilologů (jazykovědců zkoumajících dorozumívání zvířat a lidí se zvířaty). Mezinárodní porota má za úkol vybrat z programu zdejšího cirkusu nejlepší čísla pro světový festival. Z druhé skupiny se vášnivý spor o to, zda i jiná zvířata než ptáci umějí zpívat, promění v sázku – pokud český profesor Růžička (Jiří Sovák) naučí cirkusového slona zpívat, jeho anglická kolegyně docentka Whistlerová (Iva Janžurová) sní svůj klobouk. Dohodnou se tedy s ředitelem cirkusu (Jevgenij Leonov), ať jim dovolí pro vědecké účely využít slona Bobyho. Whistlerová však při Růžičkově úsilí stále vyrušuje, ten ji proto nechá zhypnotizovat cirkusovým iluzionistou Smirnovem (Alexej Smirnov). 
Mezitím ambiciózní Gríša (Leonid Kuravlev) marně usiluje o lásku a ruku ředitelovy dcery Táni (Natalja Varlej), která však chová sympatie k mladému a šikovnému číšníkovi v cirkusovém bufetu Aljošovi (Alexandr Leňkov). Protože ani u ředitele Gríša nenachází zastání, rozhodne se sabotovat důležité představení hodnocené porotou. Práškem na spaní se původně snaží omámit Aljošu, ale spokojí se i s tím, že jej omylem pozře iluzionista, který pak usne během svého vystoupení. Ze snah o jeho probuzení je rázem komické číslo a publikum se skvěle baví. Profesor zatím v zákulisí uspěje s pěveckou výukou slona, ten však po spořádání svojí odměny v podobě dvou kbelíků oblíbené zmrzliny ochraptí, zatímco docentka Whistlerová jeho výkon nezaznamenala, protože zůstává v hypnóze. Ředitel tak přijde o další číslo a profesor Růžička mu nabídne náhradou svoje vystoupení s mluvícím psem Archibaldem. Gríša mu ho však vymění za jiného, vycvičeného, ale nemluvícího pudla.  
Když Táňa přemluví Aljošu, aby se předvedl se svými žonglérskými schopnostmi, ani další Gríšova sabotáž mu číslo nepokazí, s Táninou osobní pomocí před publikem zazáří a oba se sbližují. Také další Gríšovy sabotáže a jiné zákulisní trampoty se nechtěně mění v komická čísla a nadšená porota se nakonec rozhodne vzít na festival celý program. Nalezený mluvící pudl Archibald prozradí řediteli viníka všech potíží Gríšu, iluzionista Smirnov už se probouzí ze spánku a vše se dává do pořádku. Také slon Boby se zbaví svého ochraptění a profesor Růžička dostane příležitost předvést jeho zpěv. Docentka Whistlerová je tak přinucena před publikem přijmout porážku a sníst svůj klobouk, který ovšem profesor galantně nahradil dortem. 

## Postavy a obsazení
| Jevgenij Leonov       | ředitel cirkusu                                      |
| Jiří Sovák            | profesor Růžička, český zoofilolog                   |
| Iva Janžurová         | docentka Elisabeth Whistle, britská zoofiloložka     |
| Alexandr Leňkov       | Aljoša, číšník a žonglér                             |
| Nataša Varlejová      | Táňa, ředitelova dcera                               |
| Leonid Kuravljov      | Gríša                                                |
| Marie Drahokoupilová  | francouzská porotkyně                                |
| Zdeněk Dítě           | italský porotce                                      |
| Lubomír Lipský        | Lopata, český porotce                                |
| Oldřich Velen         | norský porotce                                       |
| Ján Mistrík           | indický zoofilolog                                   |
| Alexej Smirnov        | Evard Spiridonovič Smirnov, hypnotizér a iluzionista |
| Jurij Volyncev        | Alexandr Borisovič, inspicient                       |
| Alexandr Sorokoletov  | divák, otec holčiček                                 |
| Savelij Kramarov      | Lopuchov, zřízenec cirkusu                           |
| Michaela Drozdovskaja | matka holčiček                                       |
| Naděžda Repinová      | Máša, divačka, manželka žárlivého muže               |
| Jevgenij Morgunov     | divák, žárlivý manžel Máši                           |
| Pavel Vinnik          | divák                                                |
| František Filipovský  | reportér                                             |
| Josef Hlinomaz        | Nikolaj, ošetřovatel slonů                           |
| Karel Effa            | veterinář                                            |
| Grigorij Špigel       | organizátor zoofilologické konference                |

## Uvedení a ocenění
Oldřich Lipský si odnesl za tento film čestný diplom ze 14. festivalu českých a slovenských filmů v Brně v roce 1976 a také diplom za účast na 48. ročníku cen americké Akademie filmových věd a umění Oscar 1975 (ačkoli kandidoval, nebyl vybrán do nominace).
Podle Jaromíra Blažejovského byl Cirkus v cirkuse 26. nejnavštěvovanějším zahraničním filmem socialistické produkce podle návštěvnosti v sovětské kinodistribuci mezi lety 1940 a 1989, když tam na něj přišlo celkem 24,8 milionu diváků. V roce 1978 byl film uveden také do americké komerční kinodistribuce, kde patřil k tehdy populárnímu komediálnímu žánru v rámci československé produkce. Celkem se snímek stal v 70. letech jedním z dvaceti nejprodávanějších československých filmů, když byl vyvezen celkem do 13 zemí světa.

## Cirkus v Lipského filmech
Režisér Oldřich Lipský se tímto snímkem vrátil k cirkusové veselohře po dvou desetiletích od svého debutu Cirkus bude! (1954) a po třech letech od své předchozí spolupráce se scenáristou Milošem Macourkem v podobě rovněž cirkusových Šesti medvědů s Cibulkou (1972). Cirkus v cirkuse se stal jeho posledním příspěvkem k tomuto tématu, neboť realizace připravovaného scénáře k seriálu Cirkus Humberto už se nedožil.